# Julie Bishop (Schauspielerin)
Julie Bishop, Künstlername bis 1941 Jaqueline Wells (* 30. August 1914 in Denver, Colorado als Jacqueline Brown; † 30. August 2001 in Mendocino, Kalifornien) war eine US-amerikanische Schauspielerin. Zwischen 1923 und 1957 spielte sie in insgesamt 93 Filmen.

## Leben und Karriere
Jacqueline Brown wurde als Tochter eines wohlhabenden Bankiers und Ölhändlers geboren. Nach der Scheidung ihrer Eltern kam sie nach Hollywood, wo sie bereits als Kind mit neun Jahren neben Gloria Swanson im Film Bluebeard's Eighth Wife vor der Kamera stand. Es folgten weitere Auftritte an der Seite von Stummfilmstars wie Clara Bow und Mary Pickford. Für das Filmgeschäft gab sie sich den Künstlernamen Jaqueline Wells, den sie im Jahr 1941 nochmals auf Julie Bishop umänderte. Im Gegensatz zu vielen anderen Kinderstars schaffte Bishop den Sprung ins Erwachsenenfach. Sie spielte unter anderem neben Buster Crabbe die weibliche Hauptrolle im Abenteuerfilm Tarzan the Fearless (1933) sowie an der Seite von W. C. Fields in Tillie and Gus (1933). 1934 wurde sie als besonders vielversprechender Jungstar unter die WAMPAS Baby Stars gewählt, im selben Jahr hatte sie auch eine größere Rolle im Horrorfilm Die schwarze Katze an der Seite von Boris Karloff, Bela Lugosi und David Manners. 1936 spielte Bishop die Titelrolle im Laurel-und-Hardy-Film Das Mädel aus dem Böhmerwald, wo sie als Tochter des Komikerduos aufwächst und auch einige Lieder singt. Bereits 1932 hatte sie mit Any Old Port! einen Kurzfilm mit Laurel und Hardy gedreht.
Julie Bishop verkörperte zumeist weibliche Hauptrollen in B-Filmen bei kleineren Filmstudios. Ab 1940 war sie bei Warner Bros. unter Vertrag, wo sie einige der besten Rollen ihrer Karriere erhielt, etwa als Ehefrau von Humphrey Bogart in Lloyd Bacons Kriegsfilm Einsatz im Nordatlantik (1943) sowie als Geliebte von Errol Flynn in Blutiger Schnee (1943), einem weiteren Kriegsfilm unter Regie von Raoul Walsh. Im Musikfilm Rhapsodie in Blau stellte Bishop 1945 die Ehefrau von Hauptfigur George Gershwin dar. Dennoch blieb Bishop hauptsächlich als Darstellerin in Western und Kriegsfilmen zu sehen, etwa in Du warst unser Kamerad und Es wird immer wieder Tag, jeweils an der Seite von John Wayne. In den 1950er-Jahren wandte Bishop sich hauptsächlich dem neuen Medium Fernsehen zu und spielte unter anderem die Hauptrolle einer verliebten Sekretärin in der Serie My Hero. 1957 spielte Bishop ihre letzte Rolle im Western Herrscher über weites Land neben Alan Ladd.
Julie Bishop war dreimal verheiratet. Zunächst in erster Ehe von 1936 bis 1939 mit dem Millionär Walter Booth Brooks III., diese Ehe wurde geschieden. Von 1944 bis zu seinem Tod 1968 war sie dann mit dem Major Clarence A. Shoop verheiratet, dem Vizepräsidenten der Fluglinie von Howard Hughes. Von 1968 bis zu ihrem Tod 2001 war sie mit William F. Bergin verheiratet. Aus zweiter Ehe hatte Julie Bishop zwei Kinder, darunter die Schauspielerin Pamela Susan Shoop. Julie Bishop, die auch Malerin und Pilotin war, engagierte sich als Philanthropin, so war sie etwa Präsidentin der Achievement Rewards for College Scientists, die Stipendien für gute Schüler in der Wissenschaft bietet. Julie Bishop verstarb im Jahre 2001 an ihrem 87. Geburtstag an einer Lungenentzündung.

## Filmografie (Auswahl)
- 1923: Children of Jazz
- 1923: Bluebeard’s Eighth Wife
- 1924: Der Ritt ums Leben (Dorothy Vernon of Haddon Hall)
- 1924: Captain Blood
- 1925: The Golden Bed
- 1925: Ein Mädel von Klasse (Classified)
- 1926: Großstadtspatzen (The Family Upstairs)
- 1928: None But the Brave
- 1932: Gehen vor Anker (Any Old Port!, Kurzfilm)
- 1932: Helden des Wilden Westens (Heroes of the West)
- 1933: Tarzan the Fearless
- 1933: Tillie and Gus
- 1934: Die schwarze Katze (The Black Cat)
- 1934: Tempel der Schönheit (Kiss and Make-Up)
- 1936: Das Mädel aus dem Böhmerwald (The Bohemian Girl)
- 1937: Girls Can Play
- 1937: Paid to Dance
- 1938: Spring Madness
- 1939: My Son Is Guilty
- 1942: Lady Gangster
- 1942: Der wilde Bill (Wild Bill Hickok Rides)
- 1943: Das Geständnis einer Frau (The Hard Way)
- 1943: Einsatz im Nordatlantik (Action in the North Atlantic)
- 1943: Der Pilot und die Prinzessin (Princess O’Rourke)
- 1943: Blutiger Schnee (Northern Pursuit)
- 1944: Hollywood-Kantine (Hollywood Canteen)
- 1945: Rhapsodie in Blau (Rhapsody in Blue)
- 1947: Uncas, der Letzte seines Stammes (Last of the Redskins)
- 1947: High Tide
- 1949: Texaspolizei räumt auf (Deputy Marshal)
- 1949: Du warst unser Kamerad (Sands of Iwo Jima)
- 1951: Karawane der Frauen (Westward the Women)
- 1952–1953: My Hero (Fernsehserie, 31 Folgen)
- 1953: Jagdstaffel z.b.V. (Sabre Jet)
- 1954: Es wird immer wieder Tag (The High and the Mighty)
- 1956: Alle lieben Bob (The Bob Cummings Show, Fernsehserie, Folge 2x33)
- 1957: Herrscher über weites Land (The Big Land)